# Fangsnor
En fangsnor (eller skuldersnor, aiguilette) er en del af visse uniformer. Det oprindelige formål er at undgå at hovedbeklædningen mistes, selv om den falder af. I dag er er fangsnoren oftest rent dekorativ og kaldes så en gallasnor eller en adjudantsnor. Snoreværket består evt. af metalomvundne snore, der kan være flettet eller snoet sammen og sidde flere sammen om skulderen på uniformsjakken.
Betegnelsen aiguillette menes at stamme fra en snor med metalspidser, der holdt sammen på dele af en pladerustning.
Udtrykket fangsnor bruges også om en snor, der skal forhindre f.eks. en saks i at falde ud af en førstehjælpstaske eller hindre, at en soldat taber sin pistol.